# Nísia Floresta (Autorin)

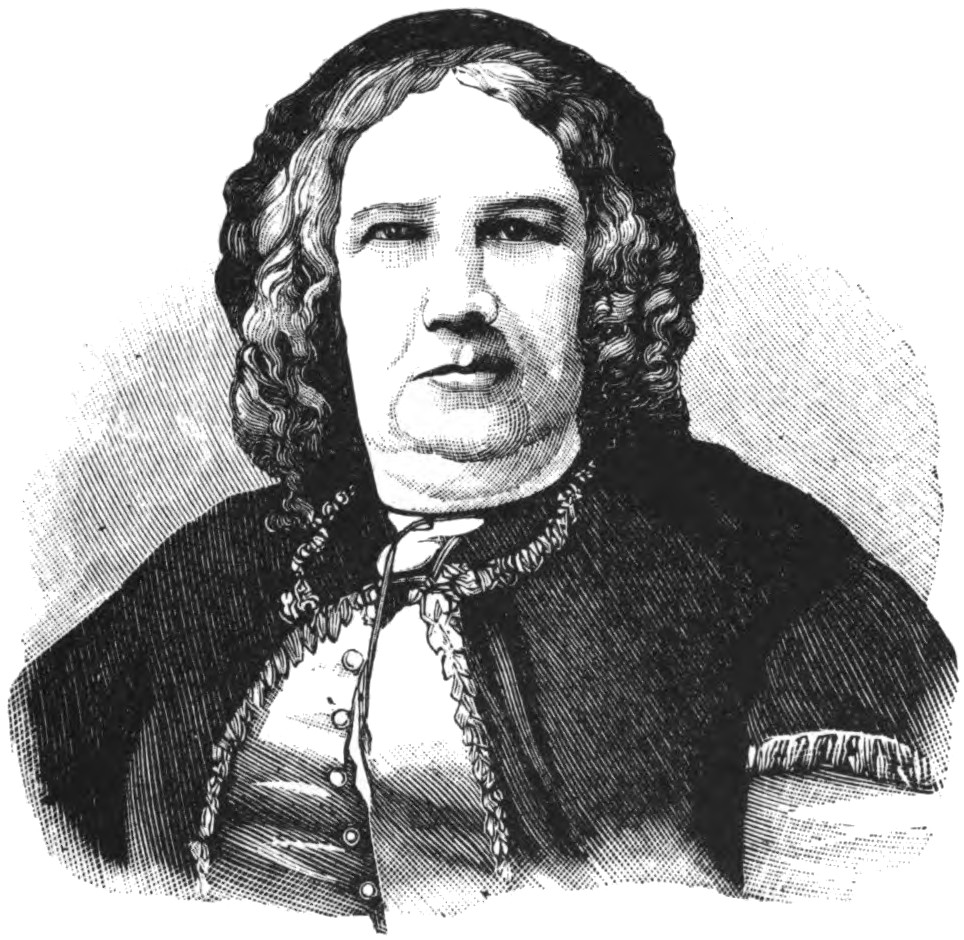
Nísia Floresta, Abbildung aus Mulheres Illustres do Brazil, 1899

Nísia Floresta Brasileira Augusta, eigentlich Dionísia Gonçalves Pinto (* 12. Oktober 1810 in Papary, heute nach ihr umbenannt in Nísia Floresta, Rio Grande do Norte; † 24. April 1885 in Rouen, Frankreich) war eine brasilianische Erzieherin, Übersetzerin, Schriftstellerin und Feministin. Sie gilt als „erste brasilianische Feministin“. Sie organisierte unter anderem eine Mädchenschule in Rio de Janeiro und schrieb Bücher zur Verteidigung der Rechte der Frauen, der indigenen Bevölkerung Brasiliens und der Sklaven.

## Leben
Nísia Floresta wurde 1810 in Papary, in der nordöstlichen Provinz Rio Grande do Norte, geboren. Ihr richtiger Name war Dionísia Gonçalves Pinto, sie schuf den Namen Nísia Floresta Brasileira Augusta als Pseudonym, unter dem sie ihre schriftlichen Werke veröffentlichte. Jeder Namensbestandteil hatte eine Bedeutung: Floresta nach dem Land ihrer Eltern, Brasileira als patriotischer Ausdruck ihrer Identifikation mit dem neuen unabhängigen Brasilien und Augusta als Hommage an ihren verstorbenen Ehemann Manuel Augusto de Faria Rocha.
Im Jahr 1823 wurde Floresta im Alter von dreizehn Jahren verheiratet, kehrte aber bald zu ihrer Familie zurück. Fünf Jahre später, 1828, wurde Florestas Vater auf Befehl eines einflussreichen Mitglieds der Staatselite ermordet. Im selben Jahr heiratete sie Manuel Augusto de Faria Rocha, mit dem sie zwei Kinder bekam. Er starb nur sieben Monate nach der Geburt des zweiten Kindes, so dass Floresta für sich und ihre zwei sehr kleinen Kinder sorgen musste, was sie als Lehrerin tat. Im Jahr 1832 veröffentlichte Floresta ihr erstes Werk in Recife, und kurz darauf zog die Familie nach Porto Alegre. 1837 zog Floresta mit ihrer Familie nach Rio de Janeiro, wo sie die Mädchenschule Colégio Augusto gründete, in der sie mehr als zehn Jahre lang unterrichtete und dabei weiter ihre Werke veröffentlichte.

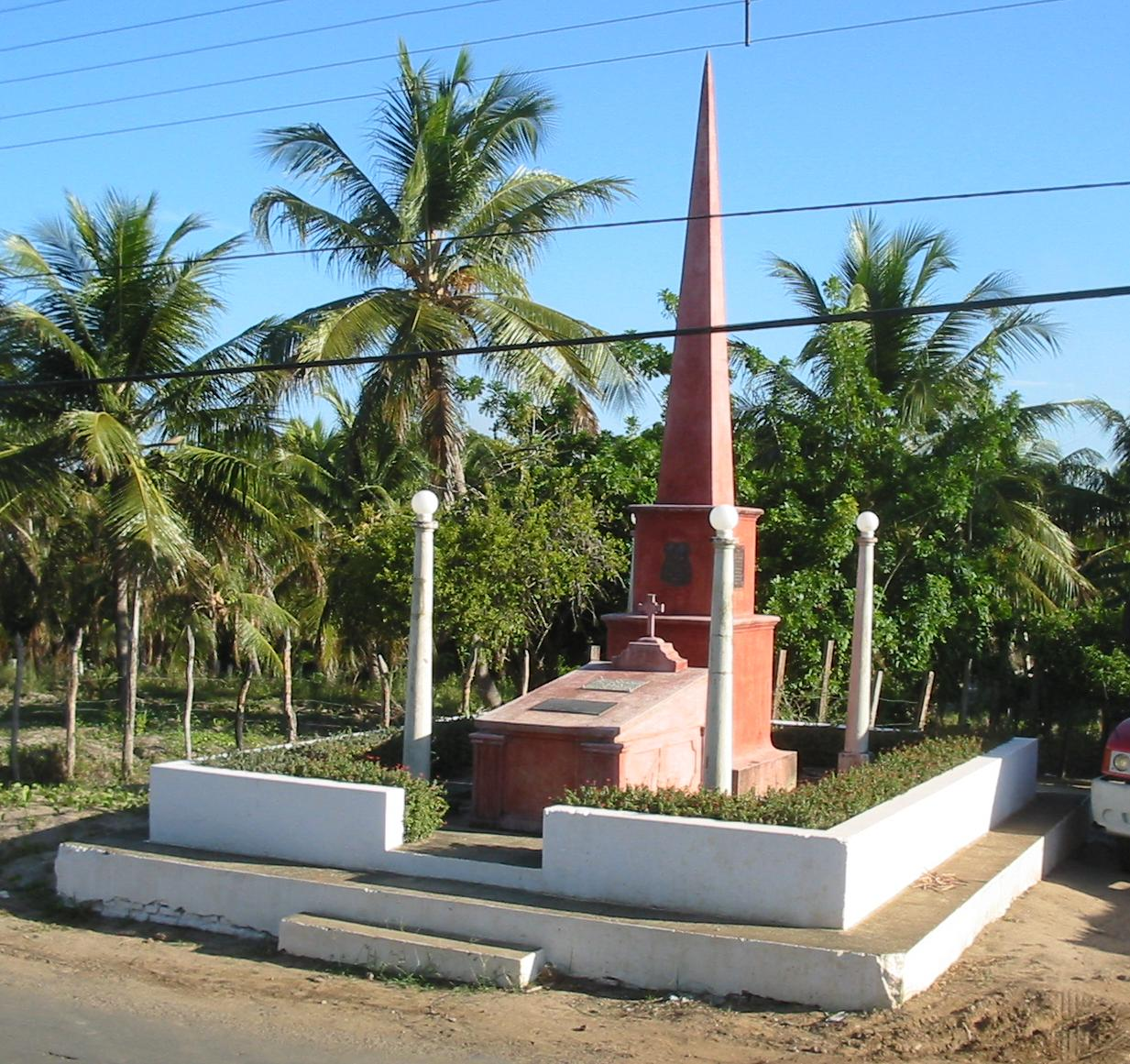
Grabmal in Nísia Floresta, Rio Grande do Norte

Floresta trat 1849 von ihrem Amt als Direktorin des Colégio Augusto zurück und reiste mit ihrer Tochter nach Europa. Auf der Reise lernte sie den Positivismus von Auguste Comte kennen, indem sie am Palais Cardinal in Paris einen Kurs über die Geschichte der Menschheit besuchte, der von Comte selbst geleitet wurde. 1852 kehrte sie nach Brasilien zurück und widmete sich dem Schreiben von Zeitungsartikeln, die sie später in ihrem Opúsculo humanitário zusammenfasste, sowie anderen Werken wie Dedicação de uma amiga und Páginas de uma vida obscura. Während einer Choleraepidemie 1855 in Rio de Janeiro arbeitete sie freiwillig als Krankenschwester, bevor sie 1856 erneut nach Europa aufbrach.
Floresta hielt sich von 1856 bis 1872 in Europa auf. In dieser Zeit bereiste sie Italien und Griechenland, veröffentlichte Werke in französischer Sprache und schrieb Reiseberichte. Zwischen 1870 und 1871 verließ sie Paris wegen der preußischen Belagerung und reiste nach England und Portugal, bevor sie nach Brasilien zurückkehrte. Von 1872 bis 1875 hielt sie sich während der von Joaquim Nabuco geführten Abolitionisten-Kampagne in Brasilien auf, obwohl über ihr Leben in dieser Zeit nur wenig bekannt ist. 1875 kehrte sie nach Europa zurück und hielt sich in London, Lissabon und Paris auf. Ihr letztes Werk Fragments d’un Ouvrage Inédit: Notes Biographiques veröffentlichte sie 1878 in Frankreich.
Am 24. April 1885 starb Floresta in Rouen, Frankreich, im Alter von 74 Jahren an einer Lungenentzündung. Sie wurde auf dem Friedhof von Bonsecours in Frankreich, wo sie lebte, beigesetzt. Im August 1954, fast siebzig Jahre später, wurden ihre sterblichen Überreste in ihre Heimatstadt überführt und in einem Grab auf dem Floresta-Hof beigesetzt, auf dem sie geboren wurde.

## Pädagogische Ausrichtung und Arbeit
Floresta kam am 31. Januar 1838 in Rio de Janeiro an und gründete noch im selben Jahr das Colégio Augusto, dessen Eröffnung sie im Jornal do Comércio ankündigte und das siebzehn Jahre lang im Zentrum der Hauptstadt betrieben wurde. Zu dieser Zeit gab es in Rio de Janeiro eine große Zahl neuer Schulen, von denen die meisten von Europäern geleitet wurden und ausländischen Bildungsmodellen folgten. Das Colégio Augusto unterschied sich von diesen anderen Schulen, indem es sich auf eine gleichwertige Ausbildung von Frauen und Mädchen konzentrierte. Den Schülerinnen wurden nicht nur traditionelle Themen wie Nähen und Hausarbeit beigebracht, sondern sie wurden in Naturwissenschaften, Sprachen, Geschichte, Religion, Geografie, Sport, Kunst und Literatur unterrichtet – auch wenn sie sich auf die Ehe und Mutterschaft vorbereiten. Dies war unpopulär, da es als unnötig angesehen wurde, Frauen in solchen Themen auszubilden, wenn sie Hausfrauen sein würden.
Floresta setzte sich für die Bildung von Frauen ein, weil sie der Meinung war, dass Bildung der Schlüssel zur Selbstbestimmung sei und ihr Fehlen eine der Hauptursachen für die Diskriminierung von Frauen darstelle. Der Zugang zu Bildung würde den Frauen helfen, ihre ungleiche soziale Stellung zu erkennen und zu überwinden. Floresta glaubte auch, dass eine unwissende Bevölkerung leichter von ihrer Regierung manipuliert werden könne, und das hoffte sie zu verhindern, indem sie sich für die Bildung von Randgruppen einsetzte. Ihre Philosophien in Bezug auf das Unterrichten und die Gleichstellung der Geschlechter wurden von liberalen, progressiven und positivistischen Denkweisen geleitet.
In ihren drei Werken aus dem Jahr 1847, die sich alle auf den Lehrerberuf beziehen, kritisierte Floresta das Bildungssystem, das die Wissenschaften als nutzlos und für Frauen verderblich ansah. In ihrem Werk Opúsculo humanitário aus dem Jahr 1853 ging sie auch auf das allgemeine Versagen des Lehrerberufs und dessen aktuelle Bildungsstandards ein. Insbesondere prangerte sie Schulen an, die von Ausländern geleitet wurden, die ihrer Meinung nach nicht in der Lage waren, als akademische Berater oder Lehrer zu fungieren.

## Feminismus
Florestas Rolle und Bedeutung für die Entwicklung des Feminismus in Brasilien und für die Emanzipation der Frauen im Lande ist unbestreitbar. Wissenschaftler haben ihre ambivalenten feministischen Ansichten kritisiert, weil sie nicht kämpferisch genug wären und sich zwischen Avantgarde und Konservatismus bewegten. Floresta beabsichtigte nicht, die gesellschaftlichen Verhältnisse grundlegend zu ändern und die Frauen aus den ideologischen Grenzen der Privatsphäre zu befreien, sondern sie wollte Bildung und Selbstbestimmung der Frauen verbessern, während sie gleichzeitig akzeptierte, dass sie weiterhin vorrangig für die Kindererziehung und Hausarbeiten verantwortlich blieben.
Florestas Feminismus beinhaltet ein romantisches Frauenbild, in dem die Hingabe an die Familie und das Heim immer noch die leitende Erwartung ist. Floresta schlug in ihren verschiedenen Werken mehrere Möglichkeiten vor, dieses traditionelle Familiensystem aufrechtzuerhalten und ein Heim, einen Ehemann und Kinder zu behalten.
Floresta vollzog allerdings mit den Jahren und den Impulsen aus den Reisen nach Europa einen Wandel. In ihrem ersten Werk lehnte sie noch radikale Änderungen an der bestehenden Gesellschaftsordnung ab. In ihrem zweiten Werk, das sie nach ihren Reisen durch Europa verfasste, analysierte sie das existierende Bildungssystem jedoch genauer und forderte eine umfassende Reform. Sie äußerte sich auch besorgt darüber, dass eine unwissende Bevölkerung für Manipulationen offen sei.

## Werke

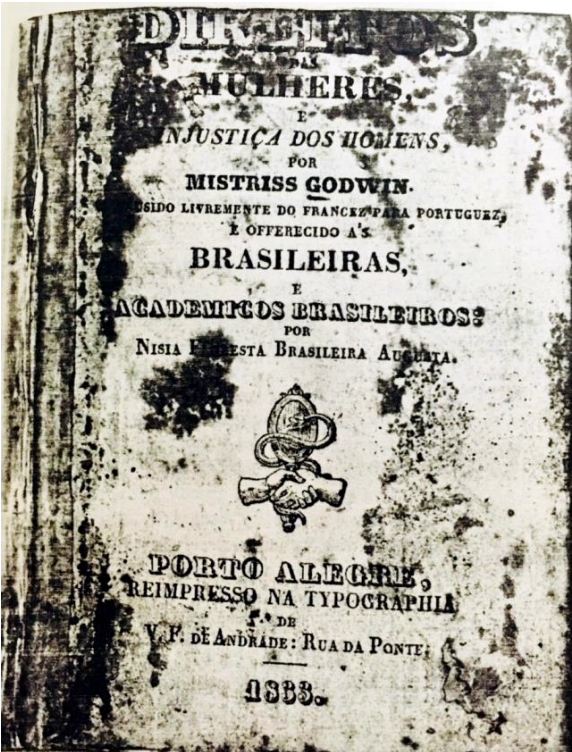
Direitos das mulheres e injustiça dos homens, 2. Auflage, 1833

Floresta veröffentlichte zahlreiche Bücher und Zeitungsartikel. Ihr erstes Buch, Direitos das mulheres e injustiça dos homens, das 1832 veröffentlicht wurde, gilt als eine Pionierpublikation in Brasilien über die Rechte der Frau, insbesondere über Bildung und Arbeit. Dieses Buch ist eine freie Übersetzung von A vindication of the rights of woman der englischen Feministin Mary Wollstonecraft. Floresta übersetzte Wollstonecrafts Buch nicht einfach, sondern nutzte den Text, um ihre eigenen Überlegungen zur damaligen konservativen brasilianischen Gesellschaft vorzustellen. Das Buch brachte Floresta den Titel der Vorreiterin des Feminismus in Brasilien und sogar in Lateinamerika selbst einbrachte, da es keine Aufzeichnungen über eventuelle frühere Texte gibt, die mit der Absicht verfasst wurden, die eigene Gesellschaft in Bezug auf den Feminismus zu reflektieren. Floresta fuhr in weiteren Büchern in den nächsten Jahrzehnten fort, die Bedeutung der Bildung von Frauen sowohl für die Frauen als auch für die Gesellschaft hervorzuheben, darunter Son Conselhos a minha filha (1842), eine Artikelserie in der Zeitung O Liberal aus Rio de Janeiro unter dem Titel A emancipação da mulher (1851), Opúsculo humanitário (1853), in dem die Autorin Comtes Positivismus verarbeitet und die Ausbildung der Frauen in Brasilien und in anderen Ländern anprangert, und A Mulher (1859).
Zusätzlich zu diesem ersten Buch veröffentlichte sie in den 1830er Jahren zahlreiche Artikel in Zeitungen in Recife sowie Erzählungen, Gedichte, Romane und Essays, die später in Zeitungen in Rio de Janeiro veröffentlicht wurden. 1841 veröffentlichte sie ihr zweites Buch unter dem Titel Conselhos à minha filha, das ein Geschenk zum zwölften Geburtstag ihrer Tochter Livia war. Ab 1847 beschäftigte sie sich in ihren Werken verstärkt mit dem Thema Bildung, wobei die Gleichberechtigung der Geschlechter weiterhin im Mittelpunkt stand. In diesem Jahr veröffentlichte sie auch Daciz ou A Jovem Completa, Fany ou, auch bekannt als Modelo das Donzelas e Discurso, das sich an ihre Schüler richtete.
In ihren Texten geht Floresta auf viele Aspekte ihres persönlichen Lebens ein, darunter auf sich selbst, ihre Kindheit, ihren verstorbenen Ehemann und ihre Familie. Während ihrer Aufenthalte in Europa, veröffentlichte Floresta verschiedene Reiseberichte. Manche sind schwer oder gar nicht auffindbar, weil sie entweder verloren gegangen sind oder weil Floresta ihre Veröffentlichungen oft mit einem Pseudonym unterzeichnete. Artikel der Autorin, die sie mit Quotidiana Fiesole unterzeichnet hatte, fanden sich beispielsweise in den Zeitungen O Recompilador Federal und O Campeão da Legalidade. Berichte über eine Reise nach Deutschland, Informationen über ihre drei Jahre in Italien und eine Reise nach Griechenland wurden veröffentlicht. Ein erster Teil wurde 1857 in Paris veröffentlicht und 1982 ins Portugiesische übersetzt. Der zweite Teil, ebenfalls in Paris in französischer Sprache veröffentlichte Reisebericht wurde in zwei Bänden 1864 und 1872 herausgegeben. Nur der erste Band wurde 1998 ins Portugiesische übersetzt.
Werkliste (Auswahl)
- Direitos das mulheres e injustiça dos homens. (1832).
- Conselhos à minha filha. (1842).
- Daciz ou A jovem completa. (1847).
- Fany ou O modelo das donzelas. (1847).
- Discurso que às suas educandas diriga Nísia Floresta Brasileira Augusta. (1847).
- A lágrima de um Caeté. (1847).
- Dedicação de uma amiga. (1850).
- Opúsculo humanitário. (1853).
- Páginas de uma vida obscura. (1855).
- A Mulher. (1859).
- Trois ans en Italie, suivis d’un voyage en. (1870).
- Le Brésil. (1871).
- Fragments d’un ouvrage inèdit: notes biographiques. (1878)